# Vuelta ciclística de la Provincia de Buenos Aires
La Vuelta Cíclística de la Provincia de Buenos Aires fue un proyecto de carrera de ciclismo en ruta profesional que se debía disputar anualmente en el mes de marzo en la Provincia de Buenos Aires, en Argentina.
Según el calendario ciclista internacional de la UCI, era una de las 40 pruebas del UCI America Tour 2009 y, entre ellas, una de las tres argentinas, junto al Giro del Sol San Juan y al Tour de San Luis. Estaría categorizada 2.2. en el calendario internacional de dicho circuito.
La primera edición se debió realizar en 2009. Se había previsto comenzar y finalizar en Mar del Plata, pasando por Pinamar, Dolores, Ayacucho y Tandil.